# Camillo Sitte Bautechnikum
Die Höhere Technische Bundeslehr- und Versuchsanstalt Wien III, Eigenbezeichnung: Camillo Sitte Bautechnikum, ist eine Bauschule in Wien.

## Geschichte
Ab 1846 Führung als gewerbliche Zeichenschule (Zeichenanstalt). Ab 1880 Staatsgewerbeschule, von 1883 bis 1903 wurde die Schule von dem Stadtbautheoretiker Camillo Sitte im Gebäude der Schellinggasse HTL Schellinggasse im 1. Wiener Bezirk geführt und ist nach dem Zweiten Weltkrieg teilweise in den 3. Bezirk übersiedelt. Es blieb aber noch eine Abteilung der Schellinggasse.
Zuerst zogen nur die Bauhofklassen und einige andere Klassen um, darunter die HTL Flugtechnik, die später zur HTBLA Eisenstadt übersiedelte. Nach der Umgestaltung des Gebäudekomplexes durch die Architekten Nehrer und Medek in Wien zogen schließlich 1982–1983 die Abteilungen für Hochbau, Tiefbau und Bauwirtschaft komplett um, und die Schule wurde selbständig.

## Versuchsanstalt
Die Camillo Sitte Versuchsanstalt umfasst zwei Abteilungen:
- Fachbereich für Baustoffe und Bauphysik
- Fachbereich für Grundbau und Bodenmechanik

Das Forschungsinstitut betätigt sich in der Ausarbeitung der baufachlichen ÖNORMen, ist amtliche Prüf- und Akkreditierungsstelle, übernimmt bauphysikalische Prüfungen und Messungen in Dienstleistung, und betreibt werkstoffkundliche Grundlagenforschung.